# اچ‌ام‌اس لئاندر (اف۱۰۹)
اچ‌ام‌اس لئاندر (اف۱۰۹) (به انگلیسی: HMS Leander (F109)) یک کشتی بود. این کشتی در سال ۱۹۶۱ ساخته شد.